# Liste der Bodendenkmäler in Hohenkammer
Auf dieser Seite sind die Bodendenkmäler in der oberbayerischen Gemeinde Hohenkammer zusammengestellt. Diese Tabelle ist eine Teilliste der Liste der Bodendenkmäler in Bayern. Grundlage ist die Bayerische Denkmalliste, die auf Basis des Bayerischen Denkmalschutzgesetzes vom 1. Oktober 1973 erstmals erstellt wurde und seither durch das Bayerische Landesamt für Denkmalpflege geführt wird. Die folgenden Angaben ersetzen nicht die rechtsverbindliche Auskunft der Denkmalschutzbehörde.

## Bodendenkmäler in Hohenkammer
| Lage       | Objekt | Akten-Nr.     | Bild |
| ---------- | --- | ------------- | ---- |
| (Standort) | Grabhügel vorgeschichtlicher Zeitstellung. | D-1-7535-0022 |      |
| (Standort) | Grabhügel vorgeschichtlicher Zeitstellung. | D-1-7535-0023 |      |
| (Standort) | Grabhügel mit Bestattungen der Hallstattzeit. | D-1-7535-0024 |      |
| (Standort) | Grabhügel vorgeschichtlicher Zeitstellung. | D-1-7535-0025 |      |
| (Standort) | Burgstall des hohen Mittelalters. | D-1-7535-0026 |      |
| (Standort) | Körpergräber des frühen Mittelalters. | D-1-7535-0027 |      |
| (Standort) | Verebnete Grabhügel vorgeschichtlicher Zeitstellung. | D-1-7535-0029 |      |
| (Standort) | Siedlung vor- und frühgeschichtlicher Zeitstellung. | D-1-7535-0030 |      |
| (Standort) | Siedlung der Bronzezeit und der Urnenfelderzeit. | D-1-7535-0031 |      |
| (Standort) | Siedlung der Bronzezeit und der Latènezeit. | D-1-7535-0033 |      |
| (Standort) | Siedlung vor- und frühgeschichtlicher Zeitstellung, u. a. des Neolithikums, der Latènezeit und der römischen Kaiserzeit.                                                        | D-1-7535-0034 |      |
| (Standort) | Brandgräber der Urnenfelderzeit sowie Siedlung der Latènezeit und der römischen Kaiserzeit.                                                                                     | D-1-7535-0035 |      |
| (Standort) | Siedlung vorgeschichtlicher Zeitstellung. | D-1-7535-0036 |      |
| (Standort) | Untertägige mittelalterliche und frühneuzeitliche Befunde im Bereich der katholischen Pfarrkirche St. Johannes Evangelist in Hohenkammer und ihrer Vorgängerbauten.             | D-1-7535-0119 |      |
| (Standort) | Untertägige mittelalterliche und frühneuzeitliche Befunde im Bereich von Schloss Hohenkammer und seiner Vorgängerbauten mit zugehörigem Wirtschaftshof.                         | D-1-7535-0121 |      |
| (Standort) | Untertägige mittelalterliche und frühneuzeitliche Befunde im Bereich der katholischen Filialkirche St. Stephanus von Eglhausen.                                                 | D-1-7535-0122 |      |
| (Standort) | Untertägige spätmittelalterliche und frühneuzeitliche Befunde im Bereich der katholischen Kapelle in Niernsdorf und ihres Vorgängerbaus (ehemals St. Valentin).                 | D-1-7535-0128 |      |
| (Standort) | Untertägige spätmittelalterliche und frühneuzeitliche Befunde im Bereich der katholischen Kapelle in Wahl und ihres Vorgängerbaus (ehemals St. Colomann).                       | D-1-7535-0130 |      |
| (Standort) | Untertägige spätmittelalterliche und frühneuzeitliche Befunde im Bereich der katholischen Filialkirche St. Georg in Pelka.                                                      | D-1-7535-0133 |      |
| (Standort) | Untertägige mittelalterliche und frühneuzeitliche Befunde im Bereich der katholischen Filialkirche St. Sylvester in Schlipps.                                                   | D-1-7535-0137 |      |
| (Standort) | Untertägige mittelalterliche und frühneuzeitliche Befunde im Bereich der katholischen Kapelle (ehemals Filialkirche) St. Margaretha in Herschenhofen und ihrer Vorgängerbauten. | D-1-7535-0139 |      |
| (Standort) | Siedlung vor- und frühgeschichtlicher Zeitstellung. | D-1-7535-0140 |      |
| (Standort) | Verebneter Turmhügel des hohen Mittelalters. | D-1-7535-0141 |      |